# RAM-disk
En RAM-disk är ett utrymme i RAM-minnet som används som en diskett eller hårddisk. RAM-minnet töms dock när datorn stängs av. Fördelen är att en RAM-disk är mycket snabbare än en vanlig hårddisk.
RAM-diskar kan antingen vara begränsade i storlek, och tar då upp minne motsvarande sin totala storlek vare sig den är tom eller full, eller dynamiska, vilket innebär att de tar upp precis så mycket minne som de filer som de innehåller, och utvidgas i takt med att de fylls.
Vanligtvis töms RAM-disken på sitt innehåll och försvinner vid en omstart av datorn, men residenta varianter, RAD-diskar, överlever omstart och kan till och med användas som bootmedium.

## Källförteckning
1. ↑  ”What is a RAM Disk?- Kingston Technology” (på engelska). Kingston Technology Company. https://www.kingston.com/en/blog/pc-performance/what-is-ram-disk. Läst 3 juni 2024.
2. ↑  ”Understanding Hyper-V Dynamic Memory (Dynamic RAM)” (på engelska). www.fastvue.co. 28 augusti 2014. https://www.fastvue.co/tmgreporter/blog/understanding-hyper-v-dynamic-memory-dynamic-ram/. Läst 3 juni 2024.